# Prosthechea megahybos
Prosthechea megahybos är en orkidéart som först beskrevs av Rudolf Schlechter, och fick sitt nu gällande namn av Dodson och Eric Hágsater. Prosthechea megahybos ingår i släktet Prosthechea och familjen orkidéer. Inga underarter finns listade i Catalogue of Life.